# 前箱田町
前箱田町（まえはこだまち）は、群馬県前橋市の地名。前箱田町と前箱田町二丁目がある。郵便番号は371-0835。2013年現在の面積は0.3km2。

## 地理
前橋市の西部、前橋台地の利根川右岸西方に位置し、滝川が東縁を南流している。

### 河川
- 滝川

## 歴史
江戸時代頃からある地名である。はじめは総社藩領、寛永10年に高崎藩領、のちに前橋藩領を経て、再び高崎藩領となる。元禄10年に箱田村から分村して成立した。
2丁目が成立したころから、宅地化が進み人口が増加した。

### 年表
- 1889年4月1日 町村制施行により、前箱田村は箱田村、川曲村、稲荷新田村、下新田村、上新田村、小相木村、後家村、江田村、古市村と合併し群馬郡東村が成立する。
- 1896年4月1日 郡統合（西群馬郡と片岡郡の統合）により群馬郡に所属する。
- 1954年4月1日 周辺1町5村（元総社村、上川淵村、芳賀村、桂萱村、下川淵村、群馬郡総社町）とともに東村は前橋市へ編入する。そのため前橋市前箱田町となる。
- 1966年 前箱田町の一部から前箱田町二丁目が成立。

### 地名の由来
地名の「箱田」は条里制水田によるものと考えられている。

## 世帯数と人口
2017年（平成29年）8月31日現在の世帯数と人口は以下の通りである。
| 丁目・町丁     | 世帯数  | 人口    |
| -------------- | ------- | ------- |
| 前箱田町       | 614世帯 | 1,464人 |
| 前箱田町二丁目 | 175世帯 | 474人   |
| 計             | 789世帯 | 1,938人 |

## 小・中学校の学区
市立小・中学校に通う場合、学区は以下の通りとなる。
| 丁目・町丁     | 番地 | 小学校               | 中学校             |
| -------------- | ---- | -------------------- | ------------------ |
| 前箱田町       | 全域 | 前橋市立大利根小学校 | 前橋市立箱田中学校 |
| 前箱田町二丁目 | 全域 | 前橋市立大利根小学校 | 前橋市立箱田中学校 |

## 交通

### 鉄道
鉄道駅はない。

### 道路
国道、県道は通っていない。

## 施設
- 前橋市立箱田中学校